# Libra (gisement)
Libra est un important gisement de pétrole offshore brésilien en eaux profondes dont la découverte a été annoncée en 2010. Avec des réserves estimées entre 8 et 15 milliards de barils de pétrole, il s'agit de l'un des plus importants gisements pétroliers au monde.

## Géologie
Il se situe dans une couche antésalifère du bassin de Santos, 183 kilomètres au sud de Rio de Janeiro, dans une profondeur d'eau de 1 964 mètres, à proximité de la récente découverte de Franco. La profondeur du puits se situe entre 5 410 mètres et 6 500 mètres. Enfoui sous une épaisse couche de sel entre 5 et 7 km sous le niveau de la mer, il s'étend dans un périmètre de 1 500 km2, soit environ un dixième de la surface totale des gisements en eaux profondes découverts en 2007.
Les réserves totales en équivalent pétrole, se chiffreraient entre 8 et 15 milliards de barils équivalents,, ce qui en ferait le plus grand gisement découvert depuis le supergéant Cantarell en 1976, et le premier gisement brésilien devant le champ de Tupi. Les réserves brésiliennes, qui totalisaient jusqu'alors 15,3 milliards de barils, pourraient ainsi doubler grâce au champ de Libra.
Libra en portugais désigne le signe zodiacal de la balance ; il s'agit donc d'un terme très commun, déjà utilisé pour d'autres puits tels que Libra-1 en Australie.

## Mise aux enchères
Le gisement de Libra est mis aux enchères par le gouvernement brésilien en octobre 2013. Ces enchères portent sur 70 % du gisement de Libra. Onze entreprises s'y inscrivent : Petrobras, contrôlé par l’État brésilien, les chinoises CNPC et CNOOC, l'anglo-néerlandais Shell, le colombien Ecopetrol, le français Total, et la joint-venture sino-espagnole  Repsol/Sinopec. L'absence des compagnies américaines s'explique, selon certains spécialistes, par la volonté de se concentrer davantage sur les marchés à court terme et à retour d'argent rapide. Mais on peut aussi remarquer que la décision d'exclure les compagnies américaines de cet appel d'offres fait suite aux révélations d'Edward Snowden, ancien agent de la NSA accusant le gouvernement américain d'espionnage envers Petrobras.
Ce système d'enchères permet aux entreprises qui rétrocèderont le plus grand pourcentage de pétrole à l’État brésilien, de les remporter. Les compagnies chinoises, préoccupées davantage par la sécurité énergétique de la Chine que par un retour d’argent rapide, se montrent déterminées à emporter ces enchères et proposent 50 % au gouvernement brésilien.
D'importantes manifestations sont organisées devant la conférence où se tenaient les enchères, les contestataires accusant le gouvernement brésilien de brader les ressources du pays, ce dont le ministre brésilien de l’Énergie et des Mines se défend en rappelant que la compagnie nationale Petrobras détient obligatoirement 30% du gisement. Mais cela n'empêche pas la centrale syndicale FUP, à laquelle est affiliée la majorité des salariés de Petrobras, d'appeler à manifester pour dénoncer les « risques pour la souveraineté et les pertes que la nation brésilienne subira si des compagnies pétrolières multinationales s’approprient Libra ». 
La vente est finalement remportée par un consortium international composé des entreprises Petrobras (40%), Total (20%), Shell (20%), CNOOC (10%), et CNPC (10%).

## Mise en production
En novembre 2017, le groupe Total annonce la mise en production du gisement.  Ce démarrage est assuré par une FPSO (unité flottante de production et de stockage), Pioneiro de Libra, dotée d’une capacité de 50.000 barils par jour.   
En raison de la taille particulièrement importante du gisement, la construction de trois autres FPSO, « Mero 1 », « Mero 2 », « Mero 3 », est lancée les années suivantes. Le projet Mero 1 est annoncé avec un démarrage prévu en 2021.  
La construction d'un deuxième FPSO, « Mero 2 », est annoncée par Total en juin 2019. D'une capacité de traitement liquide de 180 000 barils par jour, celle-ci est censée être opérationnel en 2022. 
La construction du troisième FPSO, « Mero 3 », est annoncée par Total en août 2020. 
Le gisement devrait produire devrait produire jusqu'à un million de barils de brut par jour durant son exploitation.